# Ginds
Ginds is een stripalbum dat voor het eerst is uitgegeven in september 2003 met Anne Sibran als schrijver en Didier Vasseur als tekenaar. Deze uitgave werd uitgegeven door Dupuis in de collectie vrije vlucht.